# 4414 Sesostris
4414 Sesostris eller 4153 P-L är en asteroid i huvudbältet som upptäcktes den 24 september 1960 av den nederländsk-amerikanske astronomen Tom Gehrels och det nederländska astronomparet Ingrid van Houten-Groeneveld och Cornelis Johannes van Houten vid Palomarobservatoriet. Den är uppkallad efter den tre egyptiska faraonerna Senusret I, Senusret II och Senusret III.
Asteroiden har en diameter på ungefär 8 kilometer.